# Ipomoea indica
Ipomoea indica is een kruip- of klimplant met opvallende blauw-violette, trompetvormige bloemen, die tot de familie der windes (Convolvulceae) behoort. De plant is oorspronkelijk afkomstig uit Hawaï en tropisch Zuid-Amerika, maar is tegenwoordig overal in de tropen als geïntroduceerde soort te vinden.

## Kenmerken
Ipomoea indica is een kruidachtige, vaste plant die zowel over andere planten, muren en hellingen klimt als over de bodem groeit. De planten zijn meer of minder dicht met terugwaarts gerichte haren bedekt. Uit de knopen groeien 3 tot 6 m lange stengels, waaraan zich de loofbladeren en bloemen bevinden. De bladeren staan op 3 tot 18 cm lange bladstelen en zijn rond tot eirond tot hartvormig. Ze zijn 5 tot 15 cm lang en 3,5 tot 14 cm breed. De onderzijde van de bladeren is dicht bedekt met kleine, zachte haartjes. De bovenzijde is spaarzamer behaard. De nerven zijn goed ontwikkeld en geveerd. De bladrand is gaaf.
De bloeiwijze is in gevorkte bijschermen. De bloemen zijn alleenstaand aan de plant bevestigd. De schermen staan op een 4 tot 20 cm lange steel. De schutbladeren zijn lijnlancet- tot lancetvormig. De bloemen zelf staan op 2 tot 5 mm lange stelen (zelden tot 8 mm lang). De kelkbladeren zijn 1,4 tot 2,2 cm lang, lijnvormig en bij de punten toegespitst. De bloemkroon is trechtervormig en 5 tot 8 cm lang, onbehaard en blauw tot paarsblauw van kleur. Als de bloem verwelkt wordt ze donkerrood tot wijnrood van kleur. Het midden van de bloem is iets lichter van kleur dan de buitenzijde. De stempel en meeldraden steken niet buiten de bloem uit. Het vruchtbeginsel is onbehaard en de stempel is drieledig.
Uit de bloem groeien kogelronde doosvruchten met een doorsnede van 1 tot 1,3 cm. De zaden zijn ongeveer 5 mm groot.
... · 
I. alba (Maanbloem) · 
I. aquatica (Waterspinazie) · 
I. batatas (Zoete aardappel) · 
I. cairica (Kairowinde) · 
I. indica · 
I. lobata (Spaanse vlag) · 
I. pes-caprae (Geitenhoefwinde) · 
I. quamoclit (Kardinaalswinde) · 
...